# Como, New South Wales

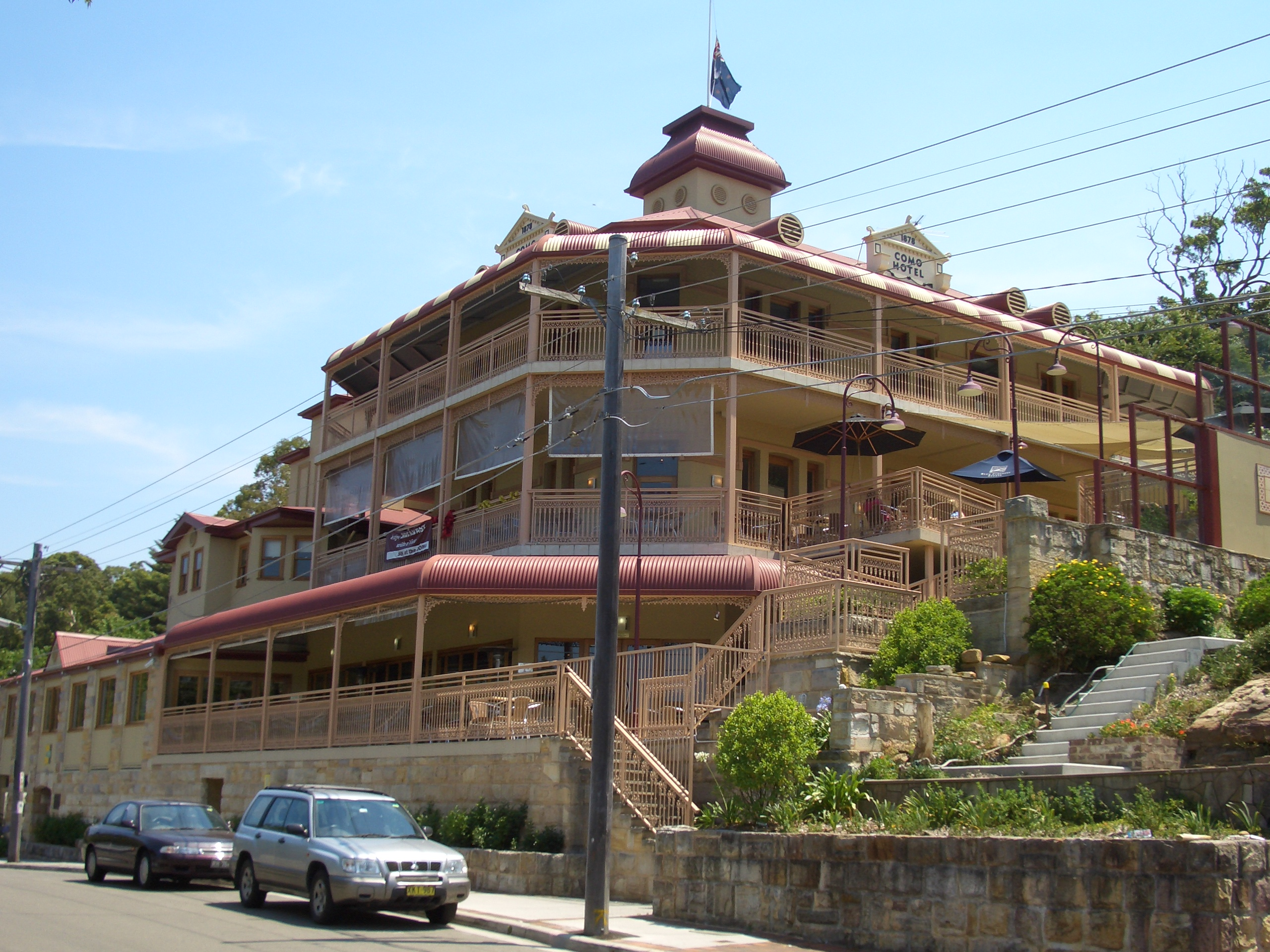
Como, Sydney

Como este o suburbie în Sydney, Australia.